# Artefato explosivo improvisado

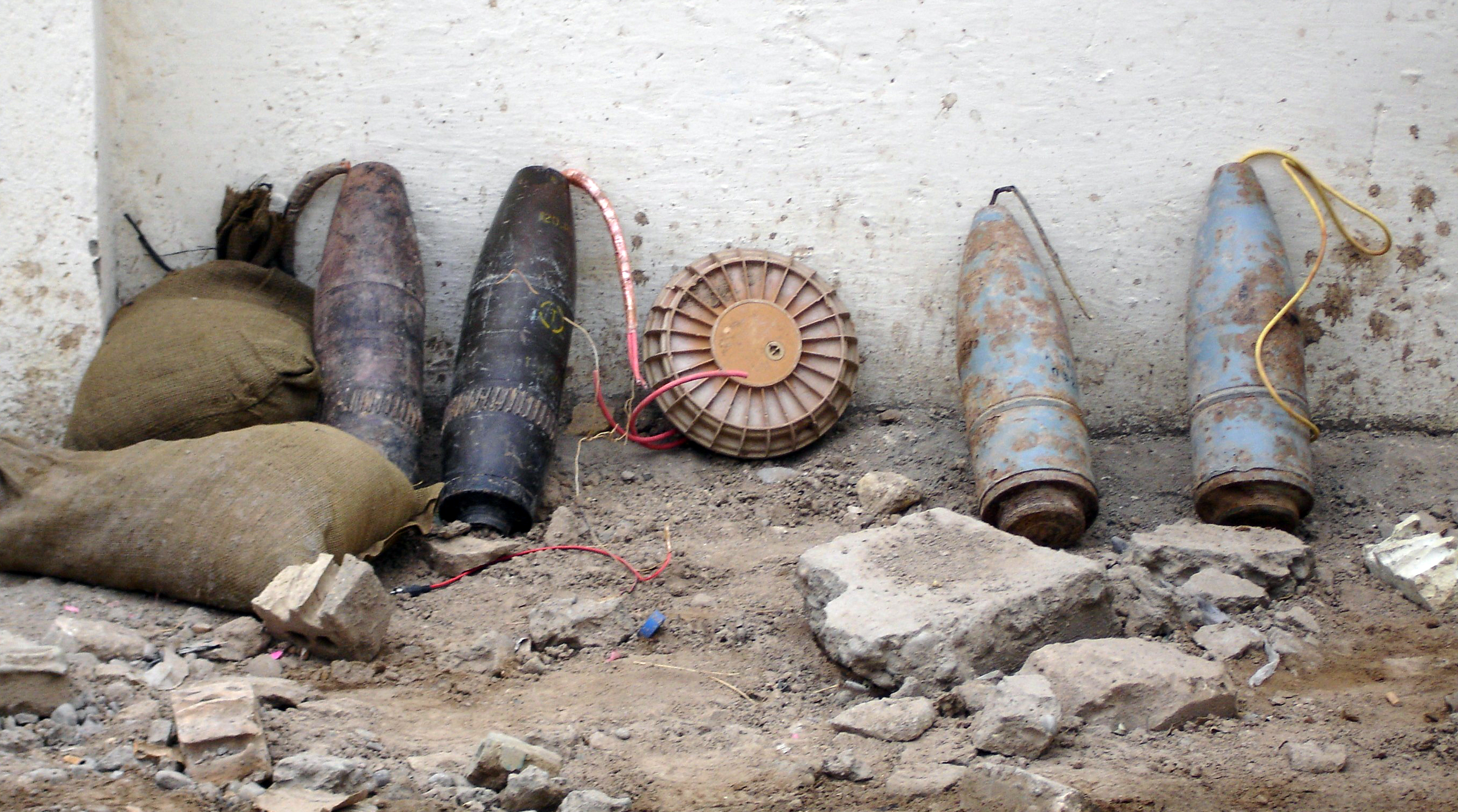
Bombas caseiras descobertas pela polícia de Bagdá, Iraque, em novembro de 2005.

Um artefato explosivo improvisado ou bomba caseira (em inglês: Improvised explosive device, ou IED) é uma bomba de fabricação caseira construída e implantado em outras maneiras do que em uma ação militar convencional. Pode ser construída de explosivos militares convencionais, como um círculo de artilharia, ligado a um mecanismo de detonação.
Esse tipo de bomba é muito usada em ações terroristas ou de guerra não convencional por guerrilheiros ou forças de comandos em um teatro de operações. Na segunda Guerra do Iraque, bombas caseiras foram amplamente utilizadas contra as forças da coalizão liderada pelos Estados Unidos e até o final de 2007. Elas foram as responsáveis por aproximadamente 63% das mortes da coalizão no Iraque. Essas bombas também são usadas no Afeganistão por grupos insurgentes e podem ter causado mais de 66% das baixas da coalizão na recente guerra afegã.
Estes tipos de explosivos foram também amplamente utilizados pela organização rebelde dos  Tigres Tâmeis, contra alvos militares no Sri Lanka.